# Castelfraiano
Castelfraiano ist eine abgegangene Höhenburg auf dem Gipfel des Monte Castelfraiano in 1415 m s.l.m. Höhe. Sie gehört zur italienischen Gemeinde Castiglione Messer Marino in der Provinz Chieti.

## Geschichte
Die ursprüngliche Anlage stammt aus dem 12. Jahrhundert und wurde nahe dem Klosterkomplex der Minoriten weiter unten im Tal in der Gemeinde Feudo di Lupara, von dem heute nur noch die Kirche Madonna del Monte übriggeblieben ist, errichtet. Diese kleine Höhenburg überwachte die Quellen der Flüsse Sinello und Treste, sowie den Zugang nach Monteferrante vom Sangrotal aus, wenn auch ihr Zweck eigentlich darin bestand, den Weg von Ateleta nach Biferno, der dort vorbeiführt, zu überwachen.

## Beschreibung
Nach einem Relief am Standort der Burgruine hatte die Burg eine Einfriedung in Form eines Trapezes, an deren beiden kurzen Seiten die Reste eines rechteckigen Turms sichtbar sind, der fast an die Außenmauer angelehnt war und auf der gegenüberliegenden Seite einen Vorsprung in der Mitte hatte, der ebenfalls rechteckig war. Die Burg war 25 Meter lang und 10 Meter breit; ihre Grundfläche betrug 250 Quadratmeter. Vermutlich war an das Hauptgebäude ein kleines Bauernhaus angebaut. Heute sieht man nur noch Ruinen.